# Пал Кастриоти
Пал Кастриоти, познат и като Павел Кастриоти, е албански феодал от края на 14 – началото на 15 век. През 1383 г. е споменат като собственик на две села (Сина и Долна Гарди). Баща му е бил кефалия в замъка на Канина във Валонското княжество. Според Гьону Музаки, Пал има трима сина: Константин, Алексей и Гьон Кастриоти (бащата на Скендербег).

## Семейство
Първият представител на рода Кастриоти се споменава в Албания в исторически документи през 1368 г. като кефалия или кастелан на замъка Канина, влизащ в състава на Валонското княжество. Югославският историк Иван Божич предполага, че бащата на Пал получава имение в Албания от сръбския цар Стефан Душан, след като е завладял Берат, Валона и Канина през 1345 г. Съществува предположение, че един от прадедите на Скендербег е от сръбски произход. Австрийският историк Хайнрих Кречмер (специалист по история на Венеция) твърди, че Пал Кастриоти, бащата на Гьон и дядо на Скендербег, е кефалия на замъка на Канина.
Пал Кастриоти има трима синове: Константин, Алексей и Гьон Кастриоти известен в старите документи също и като Иван Кастриоти. Алексей Кастриоти владее три села, Константин е протовестиарий в Сине (Серине), близо до Дуръс (Драч). Според венециански документ, открит от Карл Хопф, Пал Кастриоти носи титлата господин на Серуджи (доминус на Серине).
Гьон Кастриоти е най-известният от братята. Както и много други албански благородници, той става васал на Османската империя след 1386 г. Кастриотите подкрепят султан Баязид в битката при Анкара през 1402 г. В периода 1432 – 1436 г. Гьон Кастриоти участва в неуспешния бунт на албански князе под ръководството на Георги Арианит.

## Владения
В края на 14 век Пал Кастриоти носи титлата „сеньор де Сигна и де Гарди-ипостеси“ (на Сина и Долна Гарди) – той е владетел на тези две села. Според някои източници неговите владения са разположени в планината Qidhna, северозападно от Дебър. Около 1383 г. Пал Кастриоти получава във владение две села във феод от Балша II, владетел на Зета. С отслабването на рода Балши започва засилването на влиянието на Кастриотите. Гьон Кастриоти успява да разшири владенията на рода и присъединява областта Матия или Матя в долината на река Мат. След смъртта му наследството му преминава в състава на османските владения и е известно в османския регистър като „Юван или“. Една част от владенията на Гьон Кастриоти, състояща се от девет села, отначало е превърната в тимар на Скендербег, а от 1438 г. е предоставена на Андре Карло.